# Børnemagt
 Der er for få eller ingen kildehenvisninger i denne artikel, hvilket er et problem. Du kan hjælpe ved at angive troværdige kilder til de påstande, som fremføres i artiklen.

Børnemagt er en antiautoriær bevægelse, der er opstået i flere perioder eller generationer. Der var en generation i 1970'erne på Christiania. Der var endnu en i slutningen af 1970'erne, der havde sit udspring fra børnerockbandet Parkering Forbudt's kontaktklub.
I 1990'erne var der en generation, der især holdt til i Børnehuset i Sankt Peders Stræde 17 i København, indtil huset blev ryddet i 2003.
Denne generation af Børnemagt-bevægelsen, var en del af det autonome miljø, så sig selv som eksponent for antipædagogik, antivoksenfascisme og fri børn.
I 2019 opstod der en ny generation af børnemagt. De besatte et hus på Nørrebro den 13. februar 2020, der blev ryddet af politiet efter syv timer.

## Historie
Børne Magt Nu – startede i 1971 omkring slumstormerbevægelsen.
Børn på især 11 – 15 år organiserede sig for at hjælpe andre børn. Sagen var at børn som stak af hjemmfra var nødt til at gemme sig i det kriminelle miljø, og derfor selv endte som kriminelle. Børne Magt Nu, ville have børnehuse som man kunne søge tilflugt i. Børne Magt Nu ville markere sig i debatten om de voksne, der var ved at sælge Danmark for udsigten til billigere øl og cigaretter med afstemningen om Danmarks optagelse i Fællesmarkedet, som skulle være i 1972.
Børne Magt spredte sig fra Nørrebro, København, til forstæderne og provinsen i 1972, men blev sortlistet i medierne efter en aktion i København, hvor frihedsstøtten blev spraymalet.
Børne Magt rykkede ud på Christiania i 1974.
2. generation af Børnemagtsbevægelsen startede op i 1978 med dannelsen af børnerock-bandet Parkering Forbudt, som har rødder tilbage til første generation. I børneåret 79, fik bandet en del opmærksomhed i medierne. For at undgå det almindelige fan-hysteri, dannede en kreds rundt om Parkering Forbudt Kontakt-Klubben (KK). Med sin flade struktur og sit månedelige blad, fik man hurtigt kontakt til mange hundrede børn rundt om i landet. Bladet fungerede som en blanding af børns tanker om deres egne vilkår, politiske overvejelser, information om børnerockkoncerter rundt om i landet og et sted, hvor man kunne få sine tegninger trykt.
Fra starten havde der været glidende overgange imellem KK og Børnebevægelsen. Bevægelsen fik kontorplads i Studiestræde hos BRIS (Børn Vilkår i samfundet).
Senere flyttede man over i Huset i Magstræde og delte kontor med SF Ungdom.
Udover at samle og distribuere KK Nyt, arrangerede Børnebevægelsen Børnerockfestivaller rundt om i landet.
Som antiautoritær bevægelse havde gruppen ingen fast struktur, og det var kendetegende at medlemmerne gled ud og ind af det købehavnske undergrundsmiljø.
I 80'erne kæmpede man, ligesom i første generation af bevægelsen, for et børnehus, hvor børn og unge selv kunne bestemme uden voksen-indblanding. Der blev bzat et Børnehus på Christianshavn i 1980, men efter et stykke tid overtog kommunen det og ansatte pædagoger. Nogle af brugerne fra Børnehuset indgik herefter i Initiv-gruppen, som senere blev til BZ, mens andre samledes i KK og lavede børnepolitiske aktiviteter derfra.
Ideologi:
Børneret er ligeret
Ligeret er menneskeret
Menneskeret er retten til at gøre hvad man vil
Retten til at gøre hvad man vil, er retten til ALT
Børnemagt kæmpede for at børn skulle have maximal indflydelse på eget liv. Der var stærke anarkistiske overtoner og samfundsmæssig kritik, men også hippiernes motto om Love and Peace havde stor indflydelse.
Man mente at barndommen havde en berettigelse i sig selv, og ikke blot en fase, hvor man blev indsluset i forbrugssamfundet.
Børnemagt var en inkluderende bevægelse, som tiltrak et bredt udsnit af børn. Nogle var trætte af mainstreamkulturen og ville selv udtrykke sig kreativt, nogle var omsorgssvigtede eller på anden måde udstødte, nogle var pæne børn, nogle var vilde, men alle ville vise, at de kunne selv.